# Plastilina Mosh
Plastilina Mosh ist eine mexikanische Alternative-Rock-Band aus Monterrey, der Hauptstadt des Bundesstaates Nuevo León. Die Band wird der Avanzada-Regia-Bewegung zugerechnet. Die Band besteht aus dem Gitarristen und Sänger Jonás (eigentlich Juan) González sowie dem Multiinstrumentalisten Alejandro Rosso González, der für die kreativen Prozesse sowie den gelegentlichen Hintergrundgesang verantwortlich ist.

## Geschichte
Alejandro Rosso und Jonás González lernten sich in einem Supermarkt in Monterrey kennen, als sie an einer Super-Nintendo-Konsole spielten. 1996 gründeten sie die Band Plastilina Mosh.
Das Duo brachte unterschiedliche Musikerfahrungen mit. González spielte zuvor in der Noise-Rock-Band Koervoz de Malta und bevorzugt Gruppen wie Sepultura, Soda Stereo und Mano Negra. Des Weiteren Nirvana, Beck, Beastie Boys und die japanischen Pizzicato Five. Rosso dagegen war Teil der Avantgarde-Gruppe Acarmienses. Er mag die Musik von Antonio Carlos Jobim und John Coltrane sowie Klassik. Ebenso gefallen ihm The Velvet Underground, Patsy Cline, Burt Bacharach und aus dem Jazz-Bereich Thelonious Monk.
Anfang 1997 reiste Plastilina Mosh für die Aufnahme und den Videodreh ihrer Debütsingle Niño Bomba nach Mexiko-Stadt. Die von dem unabhängigen Label Tómbola veröffentlichte Single wurde 5.000 Mal verkauft. Durch den Erfolg wurden die Medien auf die Band aufmerksam, die die Single und das dazugehörige Video in ihr Programm aufnahmen. Plastilina Mosh erhielt viele lokale Auszeichnungen als „Best New Artist“. Das Duo war einer der ersten spanischen Crossoverbands, die vom amerikanischen Videomusiksender MTV gespielt wurde.
Bei ihrem ersten Besuch in Los Angeles lernten sie die Produzenten der Beastie Boys Money Mark und die als The Dust Brothers bekannten John King und Mike Simpson sowie die Band Butthole Surfers kennen und nahmen mit ihnen ihr erstes Album Aquamosh auf.
Die Aufnahmen galten als extravagant und komplex und erfolgten in drei Etappen in unterschiedlichen Städten. In Los Angeles wurden mit der Band Sukia die Lieder Aquamosh und Monster Truck aufgenommen. Sukia arbeitete zuvor mit dem Produzententeam The Dust Brothers zusammen. In der zweiten Session wurde mit Jason Roberts, dem Produzenten von Cypress Hill, gearbeitet. Hierbei entstand ihr bisher erfolgreichstes Lied Mr. P. Mosh. Mit der mexikanischen Gruppe Café Tacuba wurde die Aufnahme abgeschlossen. Das Album wurde von Tom Rothrock und Rob Schnapf im kalifornischen Arcata fertig produziert.
Veröffentlicht wurde das Album am 24. Februar in Mexiko, am 1. Mai in Spanien und – von einer großangelegten Werbekampagne begleitet – am 30. Juni 1998 in den USA. Auch in den größeren südamerikanischen Ländern wurde es veröffentlicht. Daraus wurden die Singles Mr. P. Mosh sowie Afroman und Monster Truck ausgekoppelt. Das spanischsprachige Mr. P. Mosh wurde zu ihrer erfolgreichsten Single. In dem produzierten Video, das den ersten Platz in den Videocharts des lateinamerikanischen MTV erreichte, spielte die aus den 1970er Jahren bekannte Schauspielerin Lyn May mit. Das Album verkaufte sich 150.000 Mal.
2000 erschien der von Chris Allison produzierte Nachfolger Juan Manuel, das mehr tanzbare Stücke enthält. Das Album wurde in Monterrey und San Francisco aufgenommen und nach einem Freund der Band benannt. Ausgekoppelt wurden die Singles Human Disco Ball und Bassass.
2003 erschien das Konzeptalbum Hola Chicuelos, das überwiegend von Rosso produziert wurde. Die 18 Stücke bauen auf ein ähnliches Konzept und ähnliche Ideen auf und wurden anstatt als Band von verschiedenen Komponisten eingespielt. Als bekannteste Singles gelten Peligroso Pop und Te lo juro por Madonna.
In den Jahren 2005 und 2006 legte die Band eine kreative Pause ein. Es wurden Lieder für die Soundtracks der Filme Puños Rosas and La mujer de mi hermano, bei dem Rosso mitspielte, produziert. Zudem wurde auch mit Tasty eine Zusammenstellung ihrer erfolgreichsten Lieder sowie der B-Seiten veröffentlicht und durch eine DVD ergänzt. Ein einzelner Millionär förderte die Produktion des Albums. Inhaltlich wird in einen Lied ein kleiner Bezug zum britischen Premierminister Tony Blair hergestellt. Für das Benefizalbum Silencio=Muerte: Red Hot + Latin, das zugunsten der AIDS-Hilfe in Lateinamerika erschien, steuerte Plastilina Mosh das Lied Peligroso Pop bei.
2007 trat das Duo beim Los Premios MTV Latinoamérica auf und spielte mit Hilary Duff einen in Fankreisen erfolgreichen Remix von With Love. Im selben Jahr war es auch beim ersten South Padre International Music Festival vertreten. Im Jahr darauf kam ihr viertes Album All U Need Is Mosh heraus.
Zwischen 2010 und 2015 spielte Plastilina Mosh zahlreiche Konzerte und pausierte im folgenden Jahr. 2017 veröffentlichte sie die Single MJLM aus dem 2018 erschienenen Album.

## Stil
Die Band bedient sich verschiedener Musikstile, so vermischen sie unter anderem Hip-Hop-Beats mit Rock, Jazz und Lounge. Vorwiegend singt Plastilina Mosh in Spanisch und Englisch. Zusätzlich bereichern die Musiker ihre Lieder – mitunter durch Gastsänger – um die italienische, französische und japanische Sprache. Dabei kann es sein, dass sie in den einzelnen Stücken zwei oder mehrere Sprachen verwenden.
Die Internet-Plattform Allmusic nennt Plastilina Mosh ein mexikanisches Alternative-Rock-Duo, dessen Hip-Hop-Anteil plus experimenteller Schnörkel Vergleiche mit den Beastie Boys zulässt. Den Vergleich mit den Beastie Boys zog auch das US-amerikanische Branchenmagazin Billboard. Das diskografische Verzeichnis Discogs verwendet überwiegend die Stilbezeichnungen Acid Jazz und Big Beat, lediglich das Album Hola Chicuelos klassifizierte sie als Alternative Rock. Cesar Diaz brachte auf der US-Musik-Website popmatters.com eine ganze Palette Stilbezeichnungen ins Spiel, bis hin zu Deep House und Trip-Hop. Peligroso Pop, die erste Single aus Hola Chicuelos sei sogar etwas Neues: „Dancehall-Synth-Pop“.

## Trivia
- Peligroso Pop sowie Let U Know sind in der Videospielreihe FIFA in den Versionen von 2007 und 2009 zu hören.[6]
- Die Lieder Afroman und Saint Tropez Is Not Far wurden im Videospiel True Crime: Streets of LA genutzt. Dabei wurde der Bandname mit „Plastina Mosh“ falsch geschrieben.
- 1998 wurde das Lied Monster Truck im PlayStation-Spiel Street SK8ER verwendet.[7]

## Diskografie

### Alben
- 1997: Niño Bomba (EP)
- 1998: Aquamosh (MX: Gold[8])
- 2000: Juan Manuel
- 2003: Hola Chicuelos
- 2006: Tasty & B Sides
- 2008: All U Need Is Mosh
- 2018: 2017: MJLM

### Singles
- 1998: Mr. P. Mosh
- 1998: Afroman
- 1998: Monster Truck
- 2000: Human Disco Ball
- 2000: Bassass
- 2003: Peligroso Pop
- 2003: Te lo juro por Madonna